# Chbâh es' Safra Khobza
Chbâh es' Safra Khobza,,, aussi connu sous le nom de Khbizete Elouz (en arabe : شباح الصفرة خبزة), est un tajine traditionnel algérien, Le terme "Chbah es' Safra" se traduit de l'arabe vers le français par "Embellir" (Chbâh) "la table" (es-safrâ) ce qui évoque l'idée d'embellir une table dressée pour une occasion spéciale.

## Description
Il s'agit d'un plat traditionnel algérien appelé Chbâh’s-safrâ Khobza ou khbizete-elouz, qui est un tajine sucré et salé, qui est préparé pour les grandes occasions, mariages, fêtes religieuses et durant le mois de ramadan, cette recette d'antan consiste en une galette préparée avec des amandes moulues, du sucre et des œufs battus, bien que ce plat soit sucré, il est important de noter qu'il contient également de la viande d'agneau, ce qui le classe davantage parmi les plats principaux que parmi les desserts. Le choix d'inclusion de la viande dans cette préparation lui confère une saveur unique et complémentaire à l'aspect sucré.
Pour préparer la Chbâh’s-safrâ, vous avez le choix entre la souris d'agneau ou du mouton provenant de l'épaule ou du gigot. La viande est cuite avec du smen (beurre clarifié) de la cannelle, de l'eau de fleur d'oranger ou de l'eau de rose, sucre ainsi qu'une pincée de sel.
Une fois la viande cuite, elle est disposée dans un tajine en terre cuite avec couvercle appelé tahmira, ou dans un plat en cuivre rouge. On recouvre ensuite la viande avec le mélange d'amandes.
À l'époque, ce plat était cuit sur des braises (ledjmer), qu'ont déposés sur le couvercle du tajine pour gratiner le dessus de la khbizate elouze (galette). Aujourd'hui, la khbizete Chbâh’s-safrâ est cuite au four. Une fois cuite, elle est servie avec la sauce sucrée de la viande.

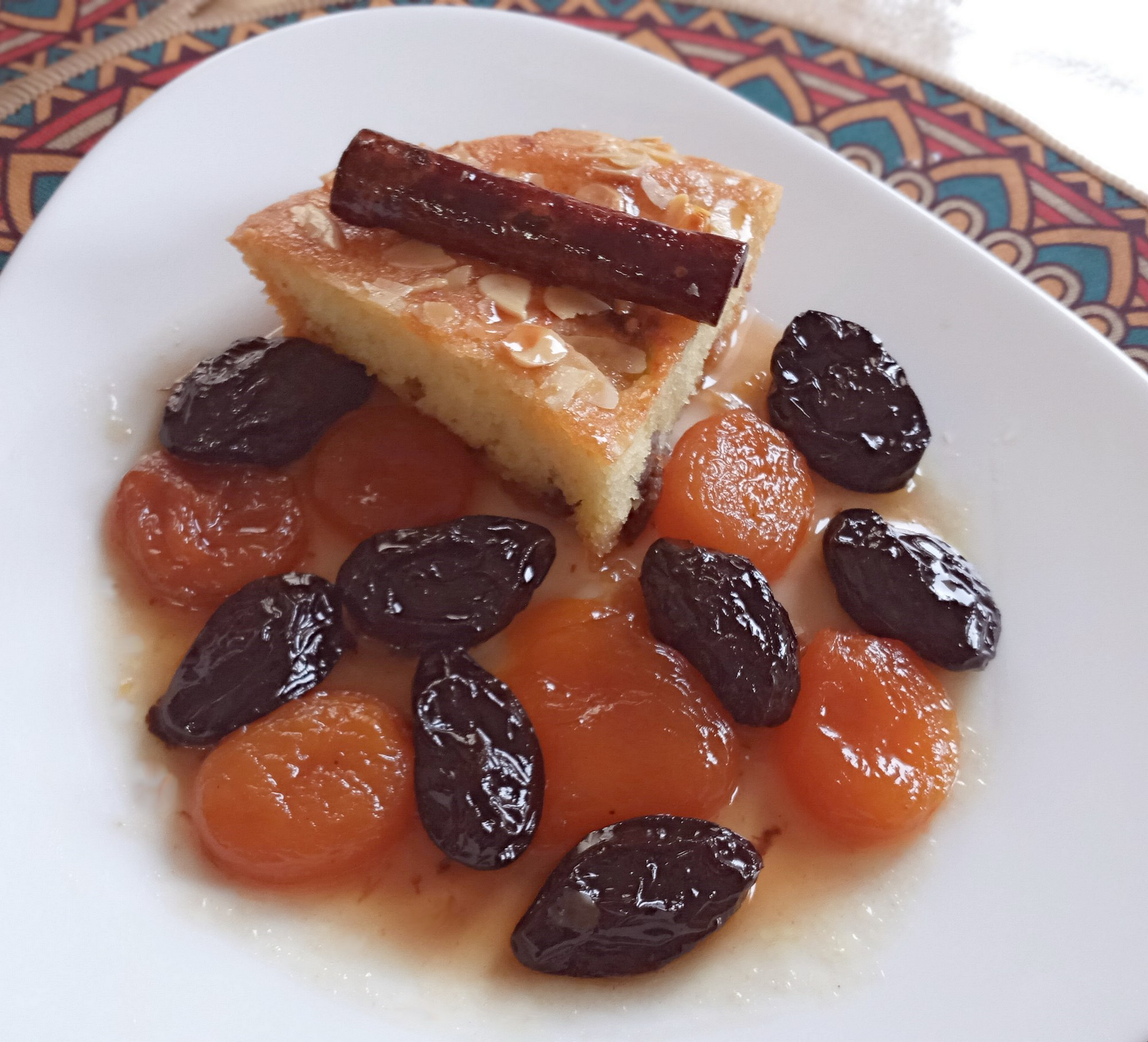
Présentation de la Chbâh es'Safra Khobza avec des pruneaux et abricots.

À Alger, certaines femmes incorporent des pruneaux et des abricots à la viande. Ils sont ensuite disposés au fond du tajine, puis elles y ajoutent la farce aux amandes avec un peu de sauce à la viande.
La préparation de la Chbâh’s-safrâ ou chbah essofra khbizete elouz varie en fonction des régions en Algérie.

## Origine étymologie
Selon son étymologie de la langue algéroise "Chbâh’" exprime la notion de beauté ou d'embellissement, tandis que "s-safrâ" se réfère à une table, ainsi, cela signifie qu'il s'agit d'aspirer à embellir ou rendre une table belle.
La fameuse recette algérienne de Chbâh’s-safrâ khbizete elouz, qui tire ses origines de la ville d'Alger, est l'un des grands classiques de la cuisine locale. C'est un plat royal, à la fois simple et savoureux, qui remonte aux temps anciens de la Casbah d'Alger. Une autre appellation connue pour cette préparation est Sfiriyet-Tlemcen, qui se distingue par l'ajout de chapelure au mélange d'amandes, donnant ainsi une saveur différente.
Une autre variante de Chbah essafra algérienne est présente à Constantine. Cette version se présente sous la forme de petits gâteaux aux amandes frits, servis avec une sauce sucrée à la viande. En revanche, chez les Algérois, ce plat est appelé "Sbi3ate Laroussa" (doigts de la mariée) car il est façonné en forme allongée, ressemblant à des doigts.
D'autre part, la Chbâh’s-safrâ algéroise ou Chbâh’s-safrâ khbizrte elouz, se présente sous la forme d'un gâteau cuit au four.